# Georg Korn (Jurist)
Georg Anton Werner Korn (* 15. September 1837 in Frankfurt (Oder); † 18. August 1870 vor Amanvillers) war ein deutscher Jurist und Historiker.

## Leben
Korns Eltern waren Justizrat Ludwig Korn und Klara Korn, geborene Noack. Er besuchte die Gymnasien in Frankfurt (Oder) und Cottbus und studierte von 1858 bis 1861 in Breslau Jura. Am Appellationsgericht in Frankfurt legte er die erste juristische Prüfung ab und arbeitete dann als Auskultator am Kreisgericht in Cottbus. Eine Arbeit über in Cottbus verwahrte historische Urkunden führte 1862 zur Berufung Korns als Sekretär an das Provinzial-Staatsarchiv in Breslau. 1863 promovierte er hier zum Doktor der Rechte mit der Dissertation „De obnoxiatione et wadio antiquissimi juris germanici“. Im Deutschen Krieg nahm Korn als Landwehrleutnant an den Schlachten von Skalitz und Königgrätz teil. 1869 habilitierte er sich als Dozent der Rechtswissenschaft bei der Universität Breslau mit der Schrift „De jure creditoris in personam debitoris qui solvendi non est, secundum jus aevi medii germanicum“.
Am Deutsch-Französischen Krieg nahm Georg Korn im Königin Elisabeth Garde-Grenadier-Regiment Nr. 3 teil. Er fiel beim Sturm auf die Höhen von Amanvillers in der Nähe von Metz.
Sein Bruder Louis Korn (1828–1910) war Jurist, Richter und Landgerichtsdirektor.

## Schriften
- mit Colmar Grünhagen: Regesta episcopatus Vratislaviensis. Teil 1, Breslau 1864 (Digitalisat)
- Schlesische Urkunden zur Geschichte des Gewerberechts vor 1400. Breslau 1867  (Digitalisat)
- Breslauer Urkundenbuch. Teil 1, Breslau 1870 (Digitalisat)